# ويل يوحنا
ويل يوحنا (بالإنجليزية: Will John)‏ (13 يونيو 1985 أوفرلاند بارك الولايات المتحدة - ) هو لاعب كرة قدم أمريكي يلعب كلاعب وسط.

## وصلات خارجية
ويل يوحنا على موقع الاتحاد الدولي (مؤرشف)  (الإنجليزية)
- ويل يوحنا على موقع الدوري الأمريكي (الإنجليزية)
- ويل يوحنا على موقع قاعدة بيانات كرة القدم.إي يو (الإنجليزية)
- ويل يوحنا على موقع Soccerway.com (الإنجليزية)
- ويل يوحنا على موقع عالم كرة القدم.نت (الإنجليزية)